# Norwegian Air Norway
Norwegian Air Norway je letecká společnost patřící pod Norwegian Air Shuttle a sídlící na letišti Oslo. Společnost byla založena dne 17. června 2013, provádí pravidelné lety. Všechna letadla jsou registrována v Norsku.